# Juan de Alzolaras
Juan de Alzolaras (Cestona, Guipúzcoa, siglo XVI-†fines siglo XVI) Religioso jerónimo vasco, de grandes dotes como predicador. Carlos I lo nombró su predicador. Fue prior del Colegio de Nuestra Señora del Prado, donde también ejerció la docencia. Posteriormente, fue designado patriarca y obispo de Canarias y General de la Orden de los Jerónimos.